# Psychotria louisii
Psychotria louisii är en måreväxtart som beskrevs av Ernest Marie Antoine Petit. Psychotria louisii ingår i släktet Psychotria och familjen måreväxter. Inga underarter finns listade i Catalogue of Life.